# Гульельмо (скульптор, Пиза)
Гулье́льмо (итал. Guglielmo; вторая половина XII века) — итальянский скульптор. О его жизни известно мало — только что, что в 1159—1162 годах он изготовил мраморные рельефы для амвона Пазанского собора. Сцены из жизни Иисуса Христа расположены на них в два яруса, а Его фигура помещена в центре, как делали позднеантичные скульпторы на мраморных саркофагах, помещавшие в центр композиции фигуру усопшего. В 1312 году рельефы Гульельмо были заменены на работы Джованни Пизано, а сами они были перенесены в Кальярский собор, где находятся до сего дня. Происхождение Гульельмо неизвестно, но предположительно он происходил из Северной Италии, также вероятны его связи с коллегами из Прованса. Характерной особенностью скульптур Гульельмо является то, что они изборождены глубокими вертикальными складками, а сквозь резьбу фонового рисунка проступает чёрная штукатурка. Изображения львов в работах Гульельмо заставляют предполагать, что ему были известны образцы сирийской пластики. Работы Гульельмо серьёзно повлияли на скульптуру Пизы XII века, где у него было множество учеников.